# باول أنت
باول أنّت (بالإنجليزية: Paul Annett)‏ هو مخرج بريطاني، ولد في 18 فبراير 1937، وتوفي في 11 ديسمبر 2017.

## وصلات خارجية
- باول أنّت على موقع IMDb (الإنجليزية)
- باول أنّت على موقع قاعدة بيانات الفيلم (الإنجليزية)